# حسن‌آباد بی‌بابا
حسین‌آباد نورعلی روستایی در مرکزی بخش مرکزی شهرستان دلفان استان لرستان ایران است.

## جمعیت
بر پایه سرشماری عمومی نفوس و مسکن در سال ۱۳۹۵ جمعیت این روستا ۴۶۳ نفر (۱۴۳خانوار) بوده‌است.